# Phantasis carinata
Phantasis carinata là một loài bọ cánh cứng trong họ Cerambycidae.